# 와타나베 마사코
와타나베 마사코(わたなべまさこ, 1929년 5월 16일 ~ )는 일본의 만화가이다. 1949년부터 일러스트레이터로 일하였고, 1952년에 테즈카 오사무의 만화를 보고 만화가로 전업하였다. 전업 후 빠르게 당시의 가장 인기있는 만화가가 되었다.
1960년대에 그 당시 일반적으로 쓰이던 밝은 원색 대신에 파스텔 색을 사용한 것으로 유명하며, 소녀 독자를 위한 호러 장르와 《유리의 성》과 같은 미스터리 장르를 개척한 것으로도 유명하다. 1980년대에는 《금병매》 등의 성인 만화를 주로 발표하였다.

## 작품 목록
- 유리의 성
- 샤넬 No. 5 (샤넬의 향기)
- 성 로잘린드
- 금병매